# The Trial of Mary Dugan (1929)
The Trial of Mary Dugan is een Amerikaanse film uit 1929 onder regie van Bayard Veiller. De film is gebaseerd op het gelijknamige toneelstuk uit 1927.

## Verhaal
Mary Dugan is een aantrekkelijke showgirl, wiens rijke minnaar dood wordt aangetroffen in het appartement die hij voor haar had gekocht. Ze is de enige verdachte en wordt aangeklaagd voor moord. De eis is levenslang. Haar advocaat Edward West ziet het als een hopeloze zaak en geeft na het kruisverhoor van de getuigen de moed op. Haar broer Jimmy schiet zijn zus te redding en ondervraagt zijn zus om achter de waarheid te komen. Ze geeft toe een affaire te hebben met vier rijke mannen, om genoeg geld te verdienen om Jimmy's rekeningen van de faculteit der rechtsgeleerdheid te betalen. Jimmy probeert het lot van zijn zus te redden door Edward aan te klagen als de moordenaar.

## Rolbezetting
| Acteur                | Personage                    |
| --------------------- | ---------------------------- |
| Norma Shearer         | Mary Elizabeth Dugan         |
| Lewis Stone           | Edward West                  |
| H.B. Warner           | Officier van justitie Galway |
| Raymond Hackett       | Jimmy Dugan                  |
| Lilyan Tashman        | Dagmar Lorne                 |
| Olive Tell            | Mevrouw Gertrude Rice        |
| Adrienne D'Ambricourt | Marie Ducrot                 |
| Mary Doran            | Pauline Agguerro             |

## Achtergrond
Regisseur Bayard Veiller maakte het gelijknamige toneelstuk uit 1927 mogelijk en nam ook de regie van de film op zich. Het zou na de uitbrengst bekendstaan als Norma Shearers eerste geluidsfilm. Het werd in mono opgenomen. In kleine plaatsen waar de cinema's nog niet voorzien waren van geluidsprojectoren, werd het uitgebracht als een stomme film.
Producent Paul Bern zag het toneelstuk met Ann Harding in de hoofdrol en was van mening dat het een goede film voor Shearer zou zijn. Shearer was onder de indruk van het script en kreeg de titelrol. De opnamen verliepen desastreus. De filmmakers hadden nog geen kennis hoe geluidsfilms opgenomen moesten worden en namen de meeste scènes dan ook in één keer op. Dit probleem werd gebruikt in het verhaal van de filmmusical Singin' in the Rain (1952). Desondanks werd het een enorm succes. Het bracht een destijds baanbrekend bedrag van $400.000 op en Shearer kreeg de bijnaam "The First Lady of the Talkies" (De eerste vrouw van de geluidsfilm). De film zelf werd ook wel gepromoot als "'s werelds grootste melodramatische triomf".
Niet alleen het publiek was onder de indruk van de film, ook de pers was vol lof te spreken. Het dagblad The New York Times schreef dat de film wist te interesseren en Shearer een sterk debuut maakt in de geluidsfilm. Het tijdschrift Outlook noemde het "de beste geluidsfilm tot nu toe". Wegens het succes vonden er in Europa ook verschillende verfilmingen plaats, waaronder het Franse Le Procès de Mary Dugan (1930), het Duitse Mordprozeß Mary Dugan (1931) en het Spaanse El Proceso de Mary Dugan (1931). In 1941 werd een gelijknamige remake uitgebracht, met Laraine Day in de titelrol.